# Chiropetalum ramboi
Chiropetalum ramboi är en törelväxtart som först beskrevs av Antonio Costa Allem och Bruno Edgar Irgang, och fick sitt nu gällande namn av Radcl.-sm. och Rafaël Herman Anna Govaerts. Chiropetalum ramboi ingår i släktet Chiropetalum och familjen törelväxter. Inga underarter finns listade i Catalogue of Life.